# История французского флота

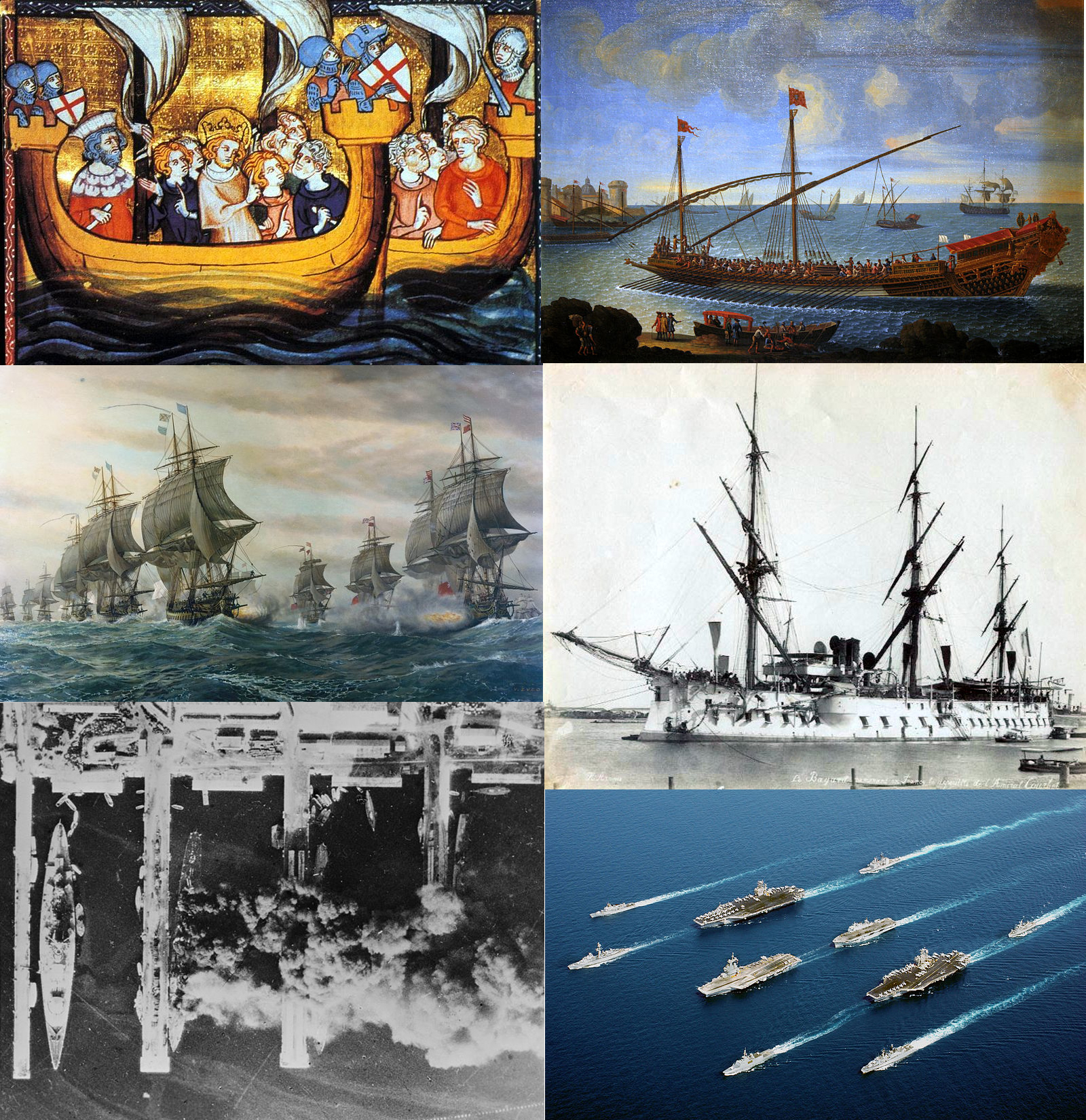
Французский флот в разные эпохи

История французского флота охватывает период с XIII по XXI век. Она отмечена чередованием взлётов и падений. Французский флот за свою историю столкнулся с тремя основными трудностями, которые подчеркивают особенности его развития:
- наличие у Франции двух выходов на обособленные военно-морские театры, вызывающее необходимость содержать два флота и делить ресурсы между Средиземным морем (флотом Леванта) и Атлантическим океаном (флотом Понанта);
- преобладание стратегических ограничений на европейском континенте и, следовательно, как финансовый, так и политический приоритет, отдаваемый сухопутным войскам;
- недостаток французской администрации, не всегда видевшей значение морской мощи, не понимавшей, что флот требует длительных усилий, отсюда череда блестящих эпох, бедствий и потрясений.

Если мы можем отнести возникновение французского флота к правлению Филиппа Августа, то только при кардинале Ришельё можно было наблюдать начало его организации.

## Периодизация
В истории французского флота выделяют четыре основных периода:
- создание настоящего государственного флота при Людовике XIII благодаря администрации Ришельё, за которым последовало разорение флота из-за волнений Фронды;
- особенно блестящий период правления Людовика XIV, благодаря, в частности, морской политике Кольбера, Но политика поддерживания мира с Англией во время Регентства и в первую часть царствования Людовика XV лишила флот преемственности и привело к поражениям в Семилетней войне и потере первой французской колониальной империи;
- возрождение, начатое при Шуазеле, усилия которого были продолжены Сартином, а затем Кастри, поддержанные ценными адмиралами (в частности, Гишеном, Ла Мот-Пике, де Грассом и Сюффреном) и которые привели при Людовике XVI к некоторым значительным победам над британцами во время американской войны за независимость . Этот всплеск был недолгим, и флот был разрушен во время Революции и Империи, что позволило Великобритании добиться превосходства на море более чем на столетие;
- после 1815 года французский флот оставался де-факто вторым в мире примерно до 1880 года, прежде чем ему бросили серьёзный вызов новички, такие как германский, американский или японский флота. Он переживал хорошие времена, например, при Наполеоне III и в период 1925—1939 годов, когда французские правительства были озабочены созданием мощного флота. Флот действовал эффективно, в частности во время кампании в Норвегии; но после поражения 1940 года он была в основном уничтожен, например, часть его была затоплена в 1942 году в Тулоне.

## От древности до Ренессанса
- Основная статья: История французского флота от древности до Ренессанса[фр.]

## Французский флот между 1626 и 1715 годами
Основная статья: История французского флота от Ришельё до Людовика XIV

### В эпоху Ришельё
Во время правления Генриха IV Франция находилась в нестабильном состоянии и стремилась гарантировать свою независимость от испанского и папского влияний. Это побудило как к акценту на сухопутные силы, которые истощали ресурсы, так и к союзу с Англией, который неблагоприятно воспринял бы вызов Франции её военно-морскому превосходству.
Поскольку социальные и политические структуры Франции были раздираемы религиозными и региональными разногласиями флот пришёл в упадок и в течение шестидесяти лет, прошедших между смертью Франциска I (31 марта 1547 года) и восшествием на престол Людовика XIII (14 мая 1610 года), французский военно-морской флот практически прекратил свое существование, и в течение следующего десятилетия мало что было сделано для исправления ситуации.
Когда Ришельё стал министром флота, он разработал план восстановления мощного военно-морского флота, разделённого на две отдельные силы. Средиземноморский флот должен был полностью состоять из галер, чтобы воспользоваться преимуществами относительно спокойного моря. Первоначальный план предусматривал наличие 40 галер, но был сокращён до 24 из них, в частности, из—за нехватки галерных рабов — для управления каждой галерой требовалось от 400 до 500 рабов.
Флот Атлантического океана должен был состоять из боевых парусных кораблей среднего водоизмещения (из-за отсутствия гаваней, пригодных для использования очень крупных кораблей), но вооруженными орудиями большого калибра; эти корабли имели водоизмещение от 300 до 1500 тонн и несли до 50 24-фунтовых пушек.

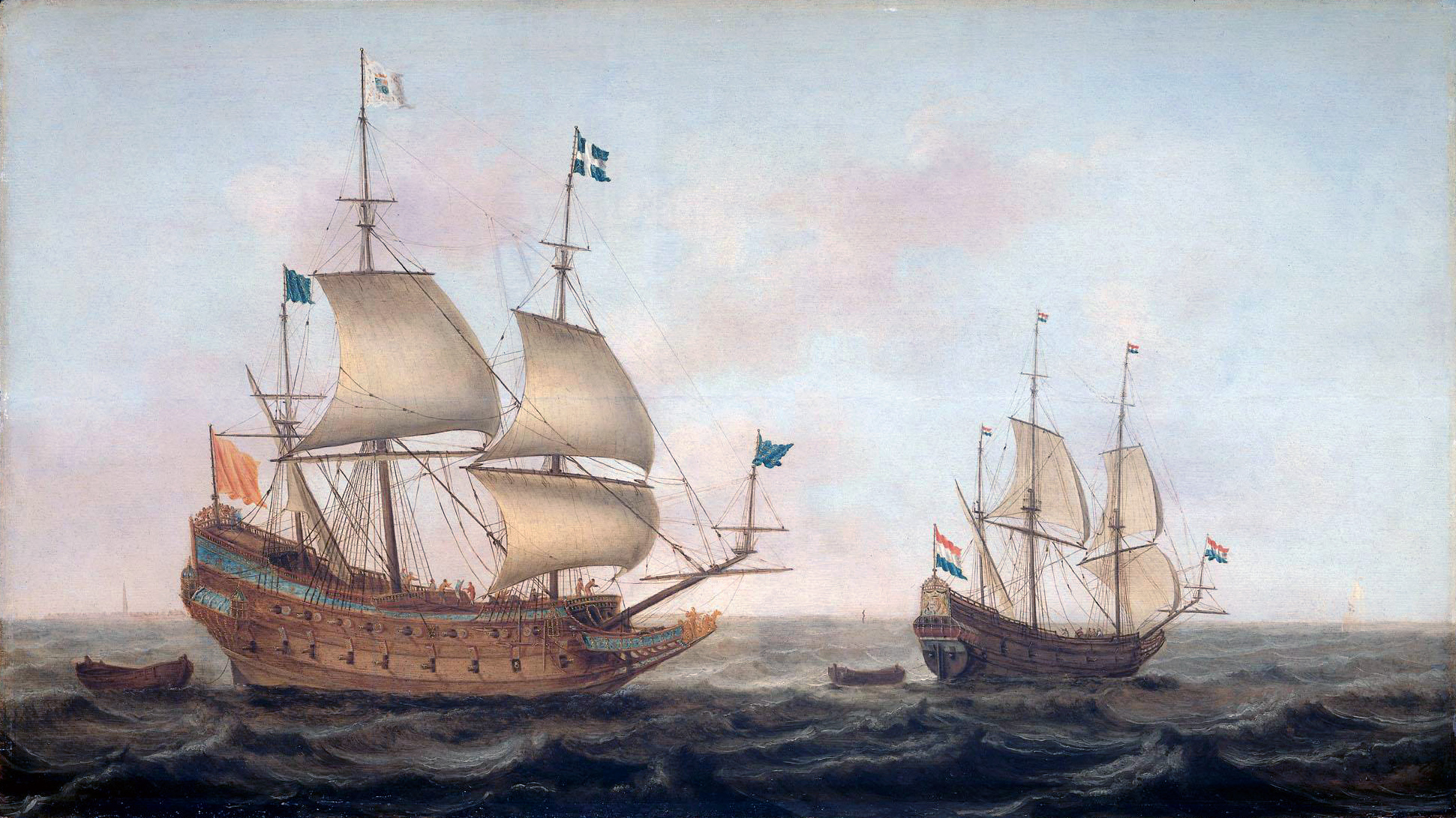
36-пушечный военный корабль, построенный в 1626 году по приказу Людовика XIII на голландской верфи, под руководством голландского капитана прибывает в голландский порт, эскортируя голландское судно. Картина Якоба Геррица Лефа.

Первые корабли были заказаны у голландцев. Самыми мощными из новых военных кораблей голландской постройки являлись: 1000-тонный Navire du Roi (также известный как Vaisseau du Roi), который служил флагманом флота Понанта и был вооружён 52 орудиями (24 24-36-фунтовых, 18 18-фунтовых и 10 12-фунтовых); 800-тонный Saint Esprit с 42 орудиями и 700-тонный Navire de la Reine (или Vaisseau de la Reine) с 40 орудиями, корабль вице-адмирала. Все три были построены в Голландии с 1626 по октябрь 1627 года, но Saint Esprit был быстро захвачен англичанами у Энкхёйзена, а два других не были доставлены во Францию (в Гавр) по крайней мере до 1629 года.
В 1627 году военно-морской флот ещё не был готов бросить вызов английскому флоту при осаде Ла-Рошели, что привело к строительству дамбы для установления блокады. Флот этого периода в основном состоял из нанятых торговых судов, наспех вооружённых, с недостаточным экипажем и плохо управляемых. Французское военное кораблестроение началось в 1626 году со строительства 26-пушечного корабля Trois Rois с водоизмещением 300 тонн, гораздо менее знаменитого чем несколько более поздний французский «престижный» корабль корабль Couronne. 
В следующем 1627 году по приказу Ришельё в Гавре началось строительство пяти фрегатов по образцу кораблей голландской постройки; их называли «драконами» (в итоге их число превысило десяток, с учётом дополнительно построенных на частных верфях в Дьепе и Фекане). Эти 200-тонные корабли были прямыми современниками «львят», построенных на Темзе для английского флота, но были гораздо более мореходнее. Каждый из них имел размеры: длину в 108 французских футов (85 футов по килю), ширину в 18 футов и осадку в 9 футов (2,9 м). Вооружены они были 12/16 орудий каждый и имели экипаж в 95 человек (без офицеров), сочетая хорошее парусное вооружение с одиннадцатью пар вёсел, что придавало им скорость и гибкость при операциях выхода в море при противных ветрах.
В 1629 году строительство военных кораблей было начато и в Бордо. Вместе с тем Ришельё не отказывался и от прежней практики строительства кораблей в Нидерландах и аренды торговых кораблей для военных целей.
На недавно построенных кораблях, спроектированных в качестве военных и укомплектованных матросами и обученными артиллеристами, был приобретен боевой опыт во франко-испанской войне и Тридцатилетней войне с заметной победой в битве при Кадисе (1640), одержанной первым французским адмиралом Жаном Арманом де Майе-Брезе, сыном маршала Юрбена де Майе-Брезе и племянника кардинала Ришельё. В эпоху Ришельё военно-морской флот построил французскую империю, завоевав «Новую Гайенну» (ныне Акадия), «Новую Францию» (ныне Канада), Тортугу, Мартинику, Гваделупу, несколько других островов в Карибском море, Багамы и Мадагаскар.

### В эпоху Людовика XIV
Под влиянием амбициозной политики Людовика XIV и его морского министра Жан-Батиста Кольбера в области кораблестроения французский военно-морской флот начал приобретать великолепие, соответствующее символике эпохи Людовика XIV, а также реальное военное значение. Кольберу приписывают создание значительной части военно-морских традиций Франции и инициативу в разработке регламентирующих документов в области морской администрации, вооружения (регламенты 1669 и 1674 гг.) и стандартизации пропорций строящихся кораблей (регламент 1673 и постановления 1683 и 1689 годов, разработку последнего завершил уже сын Кольбера).
Французский военно-морской флот этого периода также находился в авангарде развития военно-морской тактики. Французский теоретик Поль Гост (1652—1700) около 1698 года написал первую в истории крупную работу по военно-морской тактике.
Перед войной Аугсбургской лиги, во время франко-голландской войны, французскому флоту удалось одержать решающую победу над объединённым испано-голландским флотом в сражении при Палермо (1676).
Во время войны Аугсбургской лиги адмирал Турвиль одержал значительную победу в сражении при Бичи-Хед (1690). Франция получила контроль над Ла-Маншем. Это событие считается одним из самых славных деяний французского военно-морского флота, и Турвиль заслужил славу, которая сохраняется до наших дней (ряд кораблей были названы Bévezier или Tourville в память об этом сражении).
В сражениях при Барфлёр и Ла-Хоге в 1692 году французский флот вступил в бой с англо-голландским флотом, в результате чего обе стороны понесли тяжёлые потери. При попытке вернуться в порт для ремонта некоторые из повреждённых французских кораблей были вынуждены пристать к берегу в Шербуре, где они были уничтожены английскими баркасами и брандерами. Экипажи были спасены, место погибших кораблей заняли новые (качественно и количественно Франция к 1696 году даже превзошла уровень 1689-1692 годов), но по решению короля Франция отказалась от ставки на большой флот и десятилетиями не бросала серьёзного вызова объединённому английскому и голландскому флоту. Руководство флотом обратилось к практике передачи военных кораблей в руки корсаров для борьбы с противником на его торговых коммуникациях. Больших успехов в качестве приватиров добились такие капитаны как Жан Барт, Клод де Форбен и Рене Дюге-Труэн.

## От Людовика XV до Людовика XVI
- Основная статья: История французского флота от Людовика XV до Людовика XVI[фр.]

## Консульство и империя
- Основная статья: История французского флота периода Консульства и Империи[фр.]

## Французский флот в эпоху Мировых войн
- Основная статья: История французского флота в период мировых войн[англ.]

## Холодная война
- Основная статья: История французского флота периода Холодной войны[фр.]

## После Холодной войны
- Основная статья: История французского флота после Холодной войны[фр.]